# 林淑容
林淑容（1960年8月9日—），出生於新北市中和區，台灣女歌手，公認在臺灣的歌唱界音質最近似「帽子歌后」鳳飛飛的女歌手。擅長國台語，小調，黃梅調歌曲，故有「小調歌后」的稱號。

## 生平
1978年，已是駐唱歌星的林淑容以歌迷身份參加中視《一道彩虹》模仿鳳飛飛歌唱比賽，獲得冠軍。之後，林淑容獲邀上華視《綜藝一百》，隔著白色透光布幔演唱鳳飛飛的歌曲，由於聲音及舞台肢體動作與鳳飛飛實在太像了，許多觀眾還以為鳳飛飛從中視跳槽華視了（事實上，鳳飛飛畢生未曾跳槽華視）。
林淑容在台灣歌廳駐唱時受到馬來西亞瑞華唱片老闆陳瑞鈿的賞識，簽為旗下藝人並灌錄數張唱片，直到《安娜》一片的推出才受曙目，之後續推的歌曲如《昨夜星辰》、《無言的結局》、《我怎麼哭了》、《斜陽外》、《別愛陌生人》等都相當受到歡迎。陳瑞鈿接受马来西亚AI FM采访的时候披露，他的记忆裏，林淑容曾用藝名“司马青青”，是警廣一位老前輩幫她取的。林淑容喜愛許多前輩的歌曲，如周璇、白光、楊小萍、陳蘭麗、蕭孋珠、甄妮、鳳飛飛的歌曲，故常可在其灌錄的唱片中見到這些名曲。林淑容總是能把鳳飛飛的歌曲拿捏精準，其中又以《夢難留》唱得鏗然有力，而《彩虹的呼喚》、《又見溜溜的他》唱得就像原唱般的絕美好聽。此外，她也嘗試演唱不少黃梅調與閩南語歌曲，均有不錯的成績。
1986年，林淑容專輯《無言的結局》於台灣發行，與當時年僅17歲的台灣男歌手羅時豐合唱後一炮而紅，從此不但打開羅時豐的知名度，也讓林淑容的音樂事業站上最高峰。 因應《無言的結局》大受歡迎，瑞華唱片於1986年推出該曲續作《另一個結局》，同由劉明瑞作曲，並由流真填詞，由林淑容、羅時豐合唱。
1991年2月17日，在香港電台假香港體育館舉辦的第十三屆十大中文金曲頒獎音樂會上，《無言的結局》一曲獲頒「最受歡迎卡拉OK歌曲獎」，由林淑容、羅時豐及瑞華唱片公司代表上台領獎，並由香港著名影星蕭芳芳頒獎。林羅二人其後合唱《無言的結局》。
2007年，林淑容一度因聲帶問題導致無法飆高音；後來醫生利用長針直接插入喉嚨，施打類固醇在聲帶囊腫上，才救回她的好歌聲。
2009年9月19日，林淑容在台北國際會議中心舉行了她在台灣的第一場個人演唱會，在演唱會時戴著帽子、穿著褲裝，說這是她最後一次模仿鳳飛飛；2012年1月3日，鳳飛飛病逝，林淑容相當難過地表示：「有鳳姐才有我。她是我的偶像，也是我的啟蒙老師。」
2012年5月12日至5月13日，林淑容在母親節舉辦兩場演唱會，演唱會中她對著台下觀眾說：「請容許小妹我用歌聲來懷念鳳姐（鳳飛飛）吧！」許多鳳姐的金曲，在林淑容娓娓唱來，歌聲中似乎轉換到鳳姐演唱時的畫面，著實令在場觀眾說「我的鳳姐回來了」。或許林淑容本身音質就很像鳳飛飛，所以就常常讓人傻傻分不清。
2013年6月16日，林淑容及羅時豐獲香港無綫電視邀請，亮相於翡翠台播出的流行音樂節目《勁歌金曲》，合唱《無言的結局》。 2014年10月31日，香港環星音樂為二人假灣仔伊利沙伯體育館舉辦一場「林淑容 羅時豐 無言的結局真經典演唱會」，全場爆滿，二人並於演唱會上合唱《無言的結局》及《另一個結局》等二十多首經典金曲。 2015年，由環星唱片發行該演唱會DVD-Video。

## 音樂作品

### 個人專輯

#### 台灣
| 發行日期 | 專輯名稱                       | 唱片公司 | 曲目 |
| -------- | ------------------------------ | -------- | --- |
| 1983     | 安娜 走一步，跳一步 信心       | 飛羚唱片 | 曲目 1. 安娜 2. 走一步，跳一步 3. 盼你回來 4. 又是起風時 5. 風雨見真情 6. 夢在心底 7. 信心 8. 不得已 9. 是情人都是美麗 10. 誰是知音人 11. 伴侶 12. 愛情 |
| 1983-08  | 追得上 愛的歸期 人生一條路     | 飛羚唱片 | 曲目 1. 追得上 2. 不許你說 3. 人生一條路 4. 戀愛玩笑 5. 離情 6. 往事 7. 愛的歸期 8. 等一個人 9. 咖啡情緣 10. 深情 11. 飛花細雨 12. 情人電話 |
| 1984     | 匆匆一眼 我怎麼哭了            | 飛羚唱片 | 曲目 1. 匆匆一眼 2. 我怎麼哭了 3. 你為什麼 4. 傷感 5. 難道 6. 今夜 7. 枕畔淚痕 8. 單身女郎 9. 說不出的情意 10. 預言 11. 你可明瞭 12. 留下一個笑 |
| 1984     | 愛情紅綠燈                     | 飛羚唱片 | 曲目 1. 愛情紅綠燈 2. 你講愛我若性命 3. 失節的代價 4. 最後的火車站 5. 十八姑娘一朵花 6. 思相枝 7. 阮若打開心內的窗 8. 四季謠 9. 補破網 10. 青蚵仔嫂 11. 十二蓮花 12. 六月茉莉 |
| 1984-10  | 不忍別離 昨夜星辰主題曲        | 飛羚唱片 | 曲目 1. 不忍別離 2. 昨夜星辰 3. 無奈的叮嚀 4. 涼呀！不勝涼 5. 秋霧情濃 6. 怎麼能 7. 心靈之歌 8. 成長的安娜 9. 讓憂鬱去流浪 10. 等你回頭 11. 因為你 12. 愛的寄語 |
| 1985-02  | 斜陽外 串串風鈴響              | 飛羚唱片 | 曲目 1. 斜陽外 2. 深深的痕跡 3. 再一次看著我 4. 不願分離 5. 伴侶那裡找 6. 千山萬水總是情 7. 我怎麼哭了 8. 再也不用說 9. 赴約 10. 挽留 11. 為何沒有說 12. 情歸何處 13. 長路 14. 昨夜星辰 |
| 1985-10  | 往事如風情如夢 愛之船 夢幻之旅 | 飛羚唱片 | 曲目 1. 愛之船 2. 夢幻之旅 3. 往事如風情如夢 4. 我怎麼哭了 5. 昨夜星辰 6. 為什麼 7. 鄉愁情濃 8. 不該發生的戀情 9. 請你別忘記 10. 海邊寄情 11. 新的明天 12. 留不住的愛 |
| 1986     | 無言的結局                     | 飛羚唱片 | 曲目 1. 無言的結局 (vs.羅時豐) 2. 還是忘了吧 3. 註定 4. 我告訴自己 5. 大海的見證 6. 戀愛的我 7. 流星劃過 8. 空白的回憶 9. 開放的人生 10. 追尋 11. 就在今夜開始 12. 相思一圈圈 |
| 1986-11  | 從頭愛起                       | 飛羚唱片 | 曲目 1. 從頭愛起 (vs.羅時豐) 2. 秋緣 3. 分手的淚水 4. 愛我還是愛他 5. 女孩的心意 6. 沒有抱怨 7. 彩虹之後 8. 無法拒絕 9. 心靈深處 10. 昨夜夢有你 |
| 1987     | 歲月的烙印                     | 飛羚唱片 | 曲目 1. 一樣的天空 2. 歲月的烙印 3. 別愛陌生人 4. 靠我自己 5. 迷幻的陷阱 6. 給你未完的夢 7. 含淚告別 8. 輸給自己 9. 相見恨晚 10. 追夢 |
| 1988     | 等待是我心中全部的愛           | 飛羚唱片 | 曲目 1. 等待是我心中全部的愛 2. 只願像陣風 3. 什麼叫做無緣 4. 讓我自己走 5. 四季夢 6. 誰沒有苦過 7. 相聚到別離 8. 許多人說 9. 最後的擁抱 10. 惆悵的傷痛 |
| 1988-09  | 流過淚的眼                     | 飛羚唱片 | 曲目 1. 流過淚的眼 2. 你可以對我說再見 3. 讓我好好忘了你 4. 冷冷的午夜 5. 就這樣別離 6. 風中的思念 7. 也許 8. 昨夜情深 9. 再為我年輕一次 10. 親愛的，別忘記 |
| 1989     | 戀歌心曲(一)                   | 飛羚唱片 | 曲目 1. 梨花淚 2. 酒醒夢已殘 3. 寂寞伴柔情 4. 一縷相思情 5. 教我認識你 6. 愛的歸宿 7. 小貝殼之戀 8. 離情 9. 千言萬語 10. 誓言 11. 星夜的離別 12. 寒星 |
| 1989     | 戀歌心曲(二)                   | 飛羚唱片 | 曲目 1. 楓葉情 2. 風雨戀 3. 默默盼歸期 4. 對你懷念特別多 5. 葡萄成熟時 6. 一個人 7. 難忘初戀情人 8. 我怎能離開你 9. 露珠兒 10. 山前山後百花開 11. 愛的花園裡 12. 待嫁女兒心 |
| 1989     | 戀歌心曲(三)                   | 飛羚唱片 | 曲目 1. 往事難追憶 2. 恨你不回頭 3. 臨走的誓言 4. 情難守 5. 昨夜夢醒時 6. 月光像情網 7. 獨木橋 8. 舊情的回憶 9. 三個夢 10. 一路順風 11. 愛的禮物 12. 藍色的跑車 |
| 1990-02  | 如夢一場                       | 名冠唱片 | 曲目 1. 如夢一場 2. 都市萬象 3. 真愛 4. 向誰去問 5. 為什麼說起分開 6. 多少情、多少淚 7. 相愛的理由 8. 今生緣淺 9. 驀然回首 10. 觸摸愛情的眼神 |
| 1990-06  | 懷舊年代的古典新情90' I        | 名冠唱片 | 曲目 1. 第二春 2. 寒雨曲 3. 待嫁女兒心 4. 一年又一年 5. 願嫁漢家郎 6. 月兒彎彎照九州 7. 我是一隻畫眉鳥 8. 魂縈舊夢 9. 紅花襟上插 10. 明月千里寄相思 |
| 1990-11  | 懷舊年代的古典新情91' II       | 名冠唱片 | 曲目 1. 情人橋 2. 三年 3. 多少柔情多少淚 4. 綠島小夜曲 5. 森林之歌 6. 意難忘 7. 岷江夜曲 8. 大江東去 9. 玫瑰玫瑰我愛你 10. 情人的眼淚 11. 懷念 12. 小時候 |
| 1991-01  | 林淑容&12個男人的故事          | 名冠唱片 | 曲目 1. 船過水無痕 (vs.陳一郎) 2. 恰想也是你一人 (vs.黃西田) 3. 風飛沙 (vs.張晨光) 4. 惜別的海岸 (vs.阿郎) 5. 乾一杯 (vs.林秋標) 6. 今夜又擱塊落雨 (vs.王夢麟) 7. 紅燈碼頭 (vs.周麟) 8. 用生命所愛的人 (vs.鄭榮文) 9. 水潑落地難收回 (vs.文鴻) 10. 愛情一陣風 (vs.陳柏菁) 11. 歌聲戀情 (vs.葉佳修) 12. 再三誤解 (vs.長青) |
| 1991     | 細說從頭I                      | 名冠唱片 | 曲目 1. 第二春 2. 寒雨曲 3. 待嫁女兒心 4. 一年又一年 5. 願嫁漢家郎 6. 月兒彎彎照九州 7. 我是一隻畫眉鳥 8. 魂縈舊夢 9. 紅花襟上插 10. 明月千里寄相思 |
| 1992-06  | 你想我嗎？                     | 歌林唱片 | 曲目 1. 粘 2. 善變的愛情 (vs.羅時豐) 3. 你想我嗎？ (vs.孫建平) 4. 未曾謀面的知己 5. 薄情一笑 6. 無怨的等候 7. 想是一種痛 8. 愛情等我 9. 永遠不再想起 10. 陌生的情人 |
| 1993-08  | 借問你的良心何在               | 歌林唱片 | 曲目 1. 擱醉落去 2. 借問你的良心何在 3. 凸紗衫 4. 祙凍結局的愛 5. 上驚、上驚 6. 誰人來疼惜 7. 總有路通行 8. 黃昏的心 9. 心甘情願 10. 為你心痛 11. 心病無藥醫 12. 耽誤阮一生 |
| 1995     | 風情淑容-愛你疼入心            | 福和唱片 | 曲目 1. 愛你疼入心 (vs.林清國) 2. 甘願 3. 傷心話 4. 為情為愛一輩子 5. 隨風飄零 6. 尚好的換帖 7. 心甘情願 8. 另外一種心情 9. 深深為你 10. 愛你疼入心 |

#### 馬來西亞
| 發行日期 | 專輯名稱                           | 唱片公司 | 曲目 |
| -------- | ---------------------------------- | -------- | --- |
| 1981     | 愛的歸期                           | 瑞華唱片 | 曲目 1. 愛的歸期 2. 流水年華 3. 愛情 4. 就是溜溜的他 5. 聚散兩依依 6. 芳心靜如水 7. 走一步，跳一步 8. 愛慕 9. 鄉間的風 10. 歸人 11. 是情人都是美麗 12. 彩虹的呼喚 |
| 1981     | 夢在心底                           | 瑞華唱片 | 曲目 1. 夢在心底 2. 一串心 3. 問夕陽 4. 害羞的女孩 5. 誰是知音人 6. 現代小姐 7. 不許你說 8. 午夜的微風 9. 假如夢兒是真的 10. 夜雨 11. 不一樣 12. 聲聲再見 |
| 1982     | 又是起風時                         | 瑞華唱片 | 曲目 1. 又是起風時 2. 廟宇朝拜 3. 卻上心頭 4. 是偶然是有意 5. 情人一笑 6. 遲到 7. 早安晨跑 8. 有個女孩等著你 9. 閉上你的眼 10. 誰來找我 11. 臉兒微笑夢兒香 12. 不管你是誰 |
| 1982     | 信心                               | 瑞華唱片 | 曲目 1. 男朋友 2. 信心 3. 風雨見真情 4. 卡片上的諾言 5. 似曾相識的旋律 6. 說話的眼睛 7. 情人的電話 8. 夢難留 9. 在那河畔 10. 友情似花開 11. 一雙小白鴿 12. 你家大門 |
| 1982     | 飛花細雨                           | 瑞華唱片 | 曲目 1. 那句話 2. 夕陽伴我歸 3. 飛花細雨 4. 綠色的旋律 5. 我多麼需要你 6. 今宵！今宵！ 7. 溫暖的春風 8. 夢中的笑 9. 我的甜心 10. 不通干那看錢重 11. 飄往山那邊 12. 伴侶 |
| 1983     | 安娜                               | 瑞華唱片 | 曲目 1. 安娜 2. 寂寞 3. 盼你回來 4. 流水年華 5. 不得已 6. 聲聲再見 7. 人生一條路 8. 夢中的笑 9. 海濱少年 10. 小雨微風 11. 是情人都是美麗 12. 母親的思念 |
| 1983     | 黃梅調專輯                         | 瑞華唱片 | 曲目 1. 天賜姻緣 2. 王寶釧 3. 遠山含笑 4. 十八相送之三 5. 樓台會 6. 閑遊 7. 三笑 8. 三笑未留情 9. 點秋香 10. 同窗 11. 訪英台 12. 天仙配 |
| 1983     | 等一個人                           | 瑞華唱片 | 曲目 1. 等一個人 2. 追得上 3. 離情 4. 當那楓葉紅 5. 戀愛玩笑 6. 下一次的約會 7. 當著一剎那 8. 捨不得 9. 出外人 10. 往事只能回味 11. 咖啡座 |
| 1984     | 昨夜星辰                           | 瑞華唱片 | 曲目 1. 昨夜星辰 2. 媽媽請你多保重 3. 秋霧傾城 4. 怎麼能 5. 涼呀不勝涼 6. 無奈的叮嚀 7. 心靈的歌 8. 成長的安娜 9. 愛的寄語 10. 因為你 11. 不忍別離 12. 等你回來 |
| 1984     | 福建歌 十字路口                    | 瑞華唱片 | 曲目 1. 十字路口 2. 最後的火車站 3. 阮若打開心內的窗 4. 十八姑娘一蕊花 5. 失節的代價 6. 你講愛我若生命 7. 補破網 8. 四季謠 9. 思想起 10. 六月茉莉 11. 十二蓮花 |
| 1985     | 全新歌輯-安娜的笑容                | 瑞華唱片 | 曲目 1. 最後的擁抱 2. 不願醒的夢 3. 微微雨 4. 夢幻之旅 5. 空白的回憶 6. 甜甜的夢 7. 靠我自己 8. 相思一圈圈 9. 輸給自己 10. 安娜的笑容 11. 孤單 12. 相聚到別離 |
| 1985     | 情歸何處                           | 瑞華唱片 | 曲目 1. 情歸何處 2. 一雙小白鴿 3. 如果能 4. 涼呀不勝涼 5. 等你回頭 6. 怎麼能 7. 夢難留 8. 無奈的叮嚀 9. 等一個人 10. 夢在心底 11. 追得上 12. 我怎麼哭了 |
| 1985     | 愛的船                             | 瑞華唱片 | 曲目 1. 愛的船 2. 新的明天 3. 往事如風情如夢 4. 為什麼 5. 不再停留 6. 注定 7. 請你別忘記 8. 不該發生的戀情 9. 緣淺 10. 海邊寄情 11. 鄉愁情濃 12. 留不住的愛 |
| 1985     | 斜陽外 不願分離                    | 瑞華唱片 | 曲目 1. 不願分離 2. 赴約 3. 再一次看著你 4. 伴侶那裡找 5. 長路 6. 翻滾的記憶 7. 深深的痕跡 8. 為何沒有說 9. 情歸何處 10. 挽留 11. 再也不用說 12. 斜陽外 |
| 1985     | 戀歌心曲(一) 小貝殼之戀 藍色的跑車 | 瑞華唱片 | 曲目 1. 小貝殼之戀 2. 藍色的跑車 3. 教我認識你 4. 待嫁女兒心 5. 我怎能離開你 6. 默默盼歸期 7. 一路順風 8. 難忘初戀情人 9. 一個人 10. 對你懷念特別多 11. 三個夢 12. 風雨戀 |
| 1986     | 戀歌心曲(二) 梨花淚                | 瑞華唱片 | 曲目 1. 梨花淚 2. 一縷相思情 3. 葡萄成熟時 4. 酒醒夢已殘 5. 星夜的離別 6. 離情 7. 月光像情網 8. 千言萬語 9. 寒星 10. 愛的歸宿 11. 寂寞伴柔情 12. 誓言 |
| 1986     | 戀歌心曲(三) 獨木橋 楓葉情         | 瑞華唱片 | 曲目 1. 獨木橋 2. 山前山後百花開 3. 情難守 4. 往事難追憶 5. 臨走的誓言 6. 愛的禮物 7. 恨你不回頭 8. 昨夜夢醒時 9. 露珠兒 10. 愛的花園裡 11. 楓葉情 12. 舊情的回憶 |
| 1986     | 心靈深處 夕陽山外山                | 瑞華唱片 | 曲目 1. 心靈深處 2. 夕陽山外山 3. 開放的人生 4. 還是忘了吧 5. 我告訴自己 6. 追尋 7. 大海的見證 8. 流星划過 9. 找回我的夢 10. 戀愛的我 11. 昨夜夢中有妳 12. 就在今夜開始 |
| 1986     | 從頭愛起                           | 瑞華唱片 | 曲目 1. 從頭愛起 (vs.羅時豐) 2. 分手的淚水 3. 秋緣 4. 女孩的心意 5. 愛我還是愛他 6. 沒有抱怨 7. 另一個結局 (vs.羅時豐) 8. 無法拒絕 9. 人生的歸宿 10. 幸福不會自己來 |
| 1987     | 戀歌心曲(四) 小調專輯              | 瑞華唱片 | 曲目 1. 願嫁漢家郎 2. 紅燈綠酒夜 3. 月兒彎彎照九洲 4. 賣相思 5. 回娘家 6. 天涯歌女 7. 針線本相連 8. 送君 9. 五月的風 10. 黃昏小唱 11. 嘆十聲 12. 加多一點點 |
| 1987     | 一樣的天空                         | 瑞華唱片 | 曲目 1. 一樣的天空 (vs.樓湘靈) 2. 別愛陌生人 3. 給你，未完的夢 4. 寄語 5. 歲月的烙印 6. 惆悵的傷痛 7. 相見恨晚 8. 含淚告別 9. 傷痛的心 10. 迷幻的陷阱 |
| 1987     | 迎向未來                           | 瑞華唱片 | 曲目 1. 迎向未來 (vs.李茂山) 2. 依然擁有自己 3. 你遺忘，我記得 4. 一個人 (李茂山) 5. 只願像陣風 6. 因為所以 (李茂山) 7. 歲月裡只有回憶 (李茂山) 8. 雨夜的故事 |
| 1988     | 戀歌心曲(五) 綺魅翩翩集            | 瑞華唱片 | 曲目 1. 我的心裡沒有他 2. 難忘一段情 (vs.李茂山) 3. 相思河畔 4. 姑娘十八一朵花 5. 總有一天等到你 6. 秋詞 7. 敲敲門 8. 晴時多雲偶陣雨 9. 秋的懷念 10. 夢裡相思 11. 巧合 12. 南屏晚鐘 |
| 1988     | 世紀情                             | 瑞華唱片 | 曲目 1. 世紀情 (vs.李茂山) 2. 誰沒有苦過 3. 錯愛 (vs.李茂山) 4. 別愛陌生人 5. 愛，永在等待 6. 我願意為你打扮 7. 讓我自己走 8. 迎向未來 (vs.李茂山) 9. 初戀 10. 許多人都這麼說 11. 人生的歸宿 12. 什麼叫做無緣 13. 停止腳步 14. 無法拒絕 15. 另一個結局 (vs.羅時豐) |
| 1988     | 小調·黃梅調特輯                    | 瑞華唱片 | 曲目 1. 天賜姻緣 2. 王寶釧 3. 十八相送之三 4. 訪英台 5. 閒遊 6. 三笑 7. 三笑未留情 8. 同窗 9. 紅燈綠酒夜 10. 月兒彎彎照九洲 11. 回娘家 12. 天涯歌女 13. 針線本相連 14. 送君 15. 嘆十聲 16. 加多一點點 |
| 1989     | 讓我好好忘了你                     | 瑞華唱片 | 曲目 1. 讓我好好忘了你 2. 流過淚的眼 3. 冷冷的午夜 4. 四季夢 5. 風中的思念 6. 也許 7. 迷幻的陷阱 8. 親愛的，別忘記 9. 昨夜情深 10. 相見恨晚 11. 你可以對我說再見 12. 再為我年輕一次 13. 沒有抱怨 14. 就這樣別離 |
| 1991     | 傷感歌集                           | 瑞華唱片 | 曲目 1. 愛我還是愛他 2. 傷痛的心 3. 誰沒有苦過 4. 讓我自己走 5. 海邊寄情 6. 無奈的叮嚀 7. 什麼叫做無緣 8. 鄉愁情濃 9. 就這樣別離 10. 為什麼 11. 你遺忘我記得 12. 不再停留 |
| 1991     | 成名曲                             | 瑞華唱片 | 曲目 1. 歲月的烙印 2. 一樣的天空 (vs.樓湘靈) 3. 昨夜星辰 4. 安娜 5. 情歸何處 6. 從頭愛起 (vs.羅時豐) 7. 愛的船 8. 夕陽山外山 9. 另一個結局 (vs.羅時豐) 10. 等一個人 11. 錯愛 (vs.李茂山) 12. 我怎麼哭了 |
| 1992     | 精粹集-歲月的烙印                  | 瑞華唱片 | 曲目 1. 歲月的烙印 2. 人生的歸宿 3. 冷冷的午夜 4. 秋緣 5. 四季夢 6. 愛我還是愛他 7. 傷痛的心 8. 無法拒絕 9. 別愛陌生人 10. 讓我自己走 11. 一樣的天空 12. 誰沒有苦過 13. 愛！永在等待 14. 流過淚的眼 |
| 1994     | 戀歌心曲 懷舊老歌經典              | 瑞華唱片 | 曲目 1. 雪山盟 2. 回想曲 3. 待嫁女兒心 4. 流雲 5. 願嫁漢家郎 6. 萬水千山總是情 7. 月兒彎彎照九洲 8. 苦情花 9. 送君 10. 何日再吻君 11. 我是一片雲 12. 淚的小花 |
| 1995     | 成名曲2                            | 瑞華唱片 | 曲目 1. 歲月的烙印 2. 人生的歸宿 3. 四季夢 4. 愛我還是愛他 5. 別愛陌生人 6. 愛！永在等待 7. 讓我自己走 8. 誰沒有苦過 9. 無法拒絕 10. 傷痛的心 11. 秋緣 12. 冷冷的午夜 |
| 1999     | 金聲玉振懷念曲                     | 瑞華唱片 | 曲目 1. 天涯歌女 2. 千言萬語 3. 一簾幽夢 4. 相思河畔 5. 我怎能離開你 6. 一縷相思情 7. 露珠兒 8. 寂寞伴柔情 9. 秋詞 10. 難忘初戀情人 11. 愛的花園裡 12. 南屏晚鐘 13. 五月的風 14. 昨夜夢醒時 15. 嘆十聲 16. 紅燈綠酒夜 |
| 2014     | 鳳情林意 向鳳飛飛致敬專輯          | 瑞華唱片 | 曲目 1. 鄉間的風 2. 愛的禮物 3. 我是一片雲 4. 就是溜溜的他 5. 楓葉情 6. 敲敲門 7. 彩虹的呼喚 8. 流水年華 9. 夢難留 10. 巧合 11. 往事難追憶 12. 似曾相識的旋律 13. 你家大門 14. 寒星 15. 出外人 |
| 2015     | 春暖花開富貴來                     | 瑞華唱片 | 曲目 1. 花開富貴來 2. 廟宇朝拜 3. 說聲恭喜你 (vs.高山) 4. 恭喜多福多吉利 (vs.李茂山/羅時豐/麥瑋婷/樓湘靈) 5. 歡歡喜喜過新年 6. 春天到來百花開 7. 逢來春暖花開日 8. 大地回春喜慶年 (大合唱) 9. 新年許心願 10. 春天的夢 11. 福壽安康樂無疆 (vs.高山) 12. 新年到/恭喜發財/嘻嘻哈哈過新年/大拜年/向歌友們拜年/迎接幸福年 (vs.李茂山/羅時豐/千百惠) 13. 春花齊放 (vs.李嵐風/李彩英/高山) 14. 迎接財神吉星照 (vs.李茂山/羅時豐/麥瑋婷/樓湘靈) |

## 演唱會
| 日期                 | 演唱會名稱                           | 國家／地區 | 地點                             | 合作藝人                                                                                | 嘉賓          | 備註               |
| -------------------- | ------------------------------------ | ---------- | -------------------------------- | --------------------------------------------------------------------------------------- | ------------- | ------------------ |
| 2007年12月29日       | 李茂山‧林淑容雲頂演唱會              | 马来西亚   | 雲頂雲星劇場                     | 李茂山                                                                                  |               |                    |
| 2008年6月17日        | 李茂山‧林淑容新加坡演唱會            | 新加坡     | 新加坡博覽中心 The MAX Pavilion  | 李茂山                                                                                  |               |                    |
| 2009年9月19日        | 林淑容2009世界巡演—台北首演演唱會    | 臺灣       | 台北國際會議中心 TICC            |                                                                                         | 羅時豐        | 在台首場個人演唱會 |
| 2011年8月10日        | 林淑容雲頂演唱會                     | 马来西亚   | 雲頂雲星劇場                     |                                                                                         |               | 個人演唱會         |
| 2012年5月12-13日     | 感謝您‧安娜 2012母親節演唱會         | 臺灣       | 台北國際會議中心 TICC            |                                                                                         | 周華健 羅時豐 | 個人演唱會         |
| 2012年9月18日        | 林淑容‧羅時豐經典回顧演唱會          | 马来西亚   | 雲頂雲星劇場                     | 羅時豐                                                                                  |               |                    |
| 2013年4月16日        | 雲頂發財之夜演唱會                   | 马来西亚   | 雲頂雲星劇場                     | 李茂山                                                                                  |               |                    |
| 2013年7月13日        | 林淑容‧李茂山金曲滿天星演唱會        | 新加坡     | 聖淘沙名勝世界會議中心羅盤宴會廳 | 李茂山                                                                                  |               |                    |
| 2013年8月10日        | 林淑容‧羅時豐經典再現演唱會          | 马来西亚   | 雲頂雲星劇場                     | 羅時豐                                                                                  |               |                    |
| 2013年8月16-17日     | 世紀情歌世紀情巨星演唱會             | 香港       | 香港體育館(紅館)                 | 羅時豐 黃安 潘美辰 歐陽菲菲 潘越雲 萬芳 周治平 甄妮                                     |               |                    |
| 2014年4月6日         | 林淑容勁歌金曲演唱會                 | 新加坡     | 聖淘沙名勝世界劇場               |                                                                                         |               | 個人演唱會         |
| 2014年10月6-7日      | Premium Program VIVA Night           | 马来西亚   | 雲頂雲星劇場                     |                                                                                         |               | 個人演唱會         |
| 2014年10月31日       | 林淑容‧羅時豐 無言的結局真經典演唱會 | 香港       | 灣仔伊利沙伯體育館               | 羅時豐                                                                                  |               |                    |
| 2014年12月27日       | 2014愛不離慈善音樂會                 | 美国       | 紐約皇后大學 Golden Auditorium   | 孔鏘 陳凱倫                                                                             |               |                    |
| 2015年4月18日        | 永恆的經典音樂會                     | 臺灣       | 國泰金融中心會議廳               | 孔鏘 林芯儀 張心傑                                                                      |               |                    |
| 2015年5月26-27日     | 林淑容‧羅時豐與你有約雲頂演唱會      | 马来西亚   | 雲頂雲星劇場                     | 羅時豐                                                                                  |               |                    |
| 2015年7月4日         | 林淑容‧羅時豐2015演唱會              | 新加坡     | 聖淘沙名勝世界劇場               | 羅時豐                                                                                  |               |                    |
| 2016年5月23-24日     | 林淑容和羅時豐2016雲頂演唱會         | 马来西亚   | 雲頂雲星劇場                     | 羅時豐                                                                                  |               |                    |
| 2017年4月17-18日     | 林淑容‧羅時豐雲頂演唱會2017          | 马来西亚   | 雲頂雲星劇場                     | 羅時豐                                                                                  |               |                    |
| 2018年4月3-4日       | 林淑容&羅時豐雲頂演唱會2018          | 马来西亚   | 雲頂雲星劇場                     | 羅時豐                                                                                  |               |                    |
| 2018年11月3日        | 林淑容2018演唱會                     | 新加坡     | 聖淘沙名勝世界劇場               |                                                                                         |               | 個人演唱會         |
| 2019年1月14-15日     | 林淑容‧羅時豐雲頂演唱會2019          | 马来西亚   | 雲頂雲星劇場                     | 羅時豐                                                                                  |               |                    |
| 2022年12月17日       | 好好愛‧林淑容 貴賓享樂 公益演唱會    | 臺灣       | 海基會公亮廳                     |                                                                                         |               | 個人公益演唱會     |
| 2023年2月27日.3月1日 | 林淑容‧羅時豐雲頂演唱會2023          | 马来西亚   | 雲頂雲星劇場                     | 羅時豐                                                                                  |               |                    |
| 2023年5月13-14日     | 真愛秀‧藍寶石大歌廳                  | 臺灣       | 高雄流行音樂中心海音館           | 羅時豐 王彩樺 邵大倫 蔡秋鳳 黃西田 康弘 余天 李亞萍 白冰冰 張秀卿 黃妃 西卿 澎澎 葉璦菱 |               |                    |

## 入圍
| 年份   | 獲提名                                 | 獎項                              | 結果 |
| ------ | -------------------------------------- | --------------------------------- | ---- |
| 1992年 | 林淑容／《你想我嗎》／歌林唱片         | 第4屆金曲獎最佳國語歌曲女演唱人獎 | 提名 |
| 1994年 | 林淑容／《借問你的良心何在》／歌林唱片 | 第6屆金曲獎最佳方言歌曲女演唱人獎 | 提名 |